# 잉글리쉬맨 (영화)
잉글리쉬맨(The Englishman Who Went Up A Hill But Came Down A Mountain)은 영국에서 제작된 크리스토퍼 몽거 감독의 1995년 코미디, 멜로/로맨스 영화이다. 휴 그랜트 등이 주연으로 출연하였고 사라 커티스 등이 제작에 참여하였다. 출시명은 올라갔다 내려온 잉글리쉬맨이다.

## 출연

### 주연
- 휴 그랜트
- 타라 피츠제랄드

### 조연
- 콤 미니
- 이안 맥네이스
- 이안 하트
- 케네스 그리피스
- 투더 본
- 휴 본
- 로버트 퍼프
- 로버트 블라이스
- 가필드 모건
- 리사 펄프레이
- 대피드 윈 로버츠
- 이언 라이즈
- 잭 월터스
- 하우웰 에반스
- 니콜라스 맥고기

## 제작진
- 협력프로듀서: 스콧 메이틀랜드
- 협력프로듀서: 폴 사로니
- 미술: 찰스 개러드
- 세트: 리즈 그리피스
- 의상: 잔티 예이츠
- 배역: 미쉘 기쉬